# Pseudochthonius moralesi
Pseudochthonius moralesi är en spindeldjursart som beskrevs av William B. Muchmore 1977. Pseudochthonius moralesi ingår i släktet Pseudochthonius och familjen käkklokrypare. Inga underarter finns listade i Catalogue of Life.